# Revolución de agosto
La Revolución de agosto (del vietnamita: Cách mạng tháng Tám), también llamada como la sublevación general de agosto (del vietnamita: Tổng Khởi nghĩa tháng Tám) fue un alzamiento revolucionario realizado por el Viet Minh —Liga para la independencia de Vietnam— el 14 de agosto de 1945 en contra del gobierno colonial francés en la Indochina francesa —actual Vietnam—. En dos semanas las fuerzas del Viet Minh tomaron control de mayoría de las aldeas rurales y ciudades de la colonia incluyendo Hanói, donde Ho Chi Minh anunció la creación de una República democrática provisional. El 2 de septiembre de 1945 fue declarada la independencia de la República Democrática de Vietnam.

## Antecedentes

### Colonianismo francés
El dominio colonial de Francia sobre el territorio inició en 1858 y se extendió a lo largo de 87 años. En 1897 el gobierno francés creó la Federación de Indochina, en la que incluyó a los territorios de Laos, Camboya, Tonkín, Annam y Cochinchina —los últimos tres establecidos en el actual Vietnam—. Desde el inicio de la ocupación colonial cientos de vietnamitas fueron parte de numerosas rebeliones en contra del dominio extranjero. Una de las más importantes fue el Movimiento Cần Vương, una insurgencia a gran escala ocurrida entre 1885 y 1889. En 1917 un grupo de prisioneros políticos, presos comunes y guardias de prisión amotinados tomaron la penitenciaría de Thái Nguyên, la más grande de su tipo en el norte de Tonkin.
En el norte de la Indochina francesa surgió el movimiento nacionalista anticolonial, dominado por el comunismo desde que Hồ Chí Minh creó la Liga juvenil revolucionaria vietnamita en 1925. El 3 de febrero de 1930 una conferencia especial fue realizada en Hong Kong bajo la dirección de Ho. En ella fue creado el Partido Comunista de Vietnam. En octubre del mismo año, siguiendo las directivas de la Tercera Internacional, fue rebautizado como Partido comunista de Indochina. Este grupo político defendía la idea de una revolución anticolonial en Vietnam.
En el sur el movimiento nacionalista anticolonial tuvo más complicaciones que en el norte. El Cao Đài fue una de las organizaciones político-religiosos más influyentes creadas durante el periodo colonial. Oficialmente fue establecido por el funcionario colonial Ngô Văn Chiêu en 1926. Cao Dai creció hasta convertirse en una de las más grandes y poderosas organizaciones políticas con orientaciones religiosas de la región. En 1939 el místico y profeta Huỳnh Phú Sổ fundó el movimiento religioso Hòa Hảo, una organización política y religiosa de Vietnam del Sur, que se oponía al colonialismo francés.

## La revolución de agosto

### Movimientos en el norte
Cuando el ejército japonés se rindió el 15 de agosto de 1945, el Việt Minh inmediatamente inició la insurgencia, la cual llevaba preparando por largo tiempo. Los comités revolucionarios del pueblo tomaron las funciones de gobierno en las aldeas, usualmente por iniciativa propia, mientras que en las ciudades los vietnamitas tomaron en control con el apoyo de los japoneses. El gobierno de Tran Trong Kim dimitió el 13 de agosto, cediendo sus funciones al gobierno provisional vietnamita, encabezado por Hồ Chí Minh, quién le ofreció a Bao Dai un puesto como asesor. En la mañana del 19 de agosto el Viet Minh tomó el control de la ciudad de Hanói y en pocos días se apoderó del resto del norte. El 2 de septiembre de 1945 fue declarada la independencia de la República Democrática de Vietnam, con capital en Hanói.

### Movimientos en el sur
Mientras la insurgencia en el norte había logrado una rápida victoria, en el sur se enfrentó múltiples complicaciones. El principal problema fue la diversidad de corrientes políticas, lo que impidió al Viet Minh adquirir el mismo grado de control que poseía en el norte. Varios grupos políticos se enfrentaron por el control del sur, entre ellos el Viet Minh, Cao Dai, Hoa Hao y Trotskistas. El 25 de agosto los comunistas establecieron el Comité ejecutivo provisional, dirigido por Tran Van Giau. El comité se hizo cargo de la administración pública, tomando sede en Saigón, pero siguiendo las órdenes de los Aliados, dejando el gobierno a cargo de los japoneses hasta que las tropas de los vencedores de la Segunda Guerra Mundial arrivaran.